# Masalia unifasciata
Masalia unifasciata är en fjärilsart som beskrevs av M.Gaede 1915. Masalia unifasciata ingår i släktet Masalia och familjen nattflyn. Inga underarter finns listade i Catalogue of Life.